# النجوم النجمية الأرجوانية
زي وي دو شو (النجوم النجمية الأرجوانية) هو شكل من أشكال التنجيم في الثقافة الصينية. وتبقى واحدة من أكثر العمليات احتراما لوضع وتحديد الأقدار.

## التعريف
1- زي وي (紫薇) -زهرةمتعددة الألوان وصلة الأرجوانية (薔薇)، والمعروفة أيضًا باسم بيبي روز. وفي العالم الفلكي، يرتبط هذا اللون المهيب بالطموح الروحي. يستخدم في في الكتابة الصينية القديمة / المبسطة. وتشير الزهرة إلى نجمة الشمال، النجمة الأبرز في السماء.
2- دو- الكوكبة الكبيرة، نجمة الشمال وصلة، نجمة القطب. نجمة بارزة تتوافق تقريبًا مع محور دوران الأرض. يتم استخدامه كتنسيق لرسم السماء.
↵3- شو (数) - الحساب.
↵في العصور القديمة، كان Zi Wei Dou Shu محكوما بالمشاورات الخاصة للإمبراطور فقط لأن Zi Wei Dou Shu كان من الممكن أن يوفر قراءة تفصيلية ومحددة للغاية. وهكذا، استخدم علماء الإمبراطور الفلكيون زي وي دو شو لتحديد الرسوم البيانية للإمبراطور حيث يتم سد مصير الإمبراطور ويؤثر على مصير مملكته وسلالته. من بين النجوم المستخدمة في نظام Zi Wei Dou Shu ، هناك نجمة رئيسية واحدة بينما النجوم الأخرى تدور حولها. تم تسمية النجمة الرئيسة «بنجمة الإمبراطور» - النجمة الأرجوانية (紫微) والتي تمثل أيضًا حاكم المملكة (الإمبراطور). لقد استخدم Zi Wei Dou Shu من قِبل الاستشاريين والممارسين المحترفين على مدار 1000 عام الماضية لتحديد مصير الفرد واستراتيجيات فنغ شوي العلاجية. تتميز Zi Wei Dou Shu بفلسفاتها ومبادئها المميزة لفنغ شوي، وتعرف باسم «شخصية فنغ شوي».

## التاريخ
تم إنشاء Zi Wei Dou Shu بواسطة طاوي يدعى Lu Chun Yang (لو شان يانغ) خلال عهد أسرة تانغ. تم تطويره بشكل أكبر من قِبل Chen Xi Yi (شين زي يي) خلال عهد أسرة سونغ وبعد ذلك من قِبل Luo Hong Xian (لو هونغ زان)) خلال عهد أسرة مينغ إلى شكلها الحالي. ومع ذلك، لا يزال مصدرها الدقيق موضع نقاش بين المدارس المختلفة، ولا ينبغي اعتباره سياقًا تاريخيًا مضمونًا. ↵علم التنجيم الصيني كان دائما متشابكا بشكل وثيق مع علم الفلك. تم تعيين علماء الفلك الموهوبين والمنجمين كمسؤولين للعمل في المحاكم الإمبراطورية خلال العصور الحاكمة. في تلك الأيام، تم تصميم معظم المخططات الفلكية للإمبراطور فقط، لأن مصيره الشخصي كان له تأثير مباشر على مملكته. لعب منجمو البلاط أيضًا دورًا مهمًا في تحديد خليفة العرش. لاحظ منجمو النجوم أنه من بين العديد من النجوم، كان واحد فقط ثابتًا بينما الباقي يدور حوله. سمي هذا النجم باسم «نجم الإمبراطور» - المكافئ السماوي للإمبراطور والمعروف في الغرب باسم بولاريس.
المجتمع الصيني
كما هو الحال مع جميع أشكال التنجيم الأخرى، لا ينظر الصينيون عمومًا إلى علم التنجيم باعتباره دليلًا معصومًا لما سيحدث، ولكنه أكثر شكل من أشكال التنبؤ دقة. القدر والثروة معقدان هيكليا ومن غير المرجح أن يتغير بتغيرعنصر واحد. من غير المتوقع حدوث تغير بفعل بسيط على سبيل المثال حدوث تغير في الوان وارقام المخظوظين فليس من المتوقع ان يغير على مصير الشخص أو ان يغيره باي طريقة. قد تتيح المعرفة بالأحداث القادمة إمكانية قياس الموقف واتخاذ القرارات من موقع القوة. Zi Wei Dou Shu يتعامل مع العالم والأحداث من فكرة أنه يستخدم لعرض الأشياء في سياقها الصحيح، و  من المهم إدراك «الديناميكية الروحية للكون» للعثور على نمط التغيير الذي يؤدي إلى «الحقيقة الأساسية».
النسب في زي وي دو شو
هناك نوعان من الأنساب في Zi Wei Dou Shu. هناك سلالة سان هي، وسلالة سي هوا. إن سلالة سي هوا غير متاحة عادة للتعلم، ولا يوجد العديد من الممارسين في أنحاء العالم. ومع ذلك، يوجد حاليًا كتاب تطبيقات مكتوب باللغة الإنجليزية مخصصًا لسلالة سي هوا. تقنية Si Hua Flying هي نظام قوي في فك شفرة التوقيت الدقيق للأحداث وأسبابها.

## التمثيل البياني للنجوم النجمية الأرجوانية
تم تصنيف القصور ال12 قصرا، أو Shi Èr Gōng (十二 宫) وتخطيطها في دورة عكس اتجاه عقارب الساعة.
1-    قصر النفس ((命 宮
2-    قصر الأخوة 兄弟 宮))
3-    قصر الزوج 夫妻 宮))
4-    قصر الأطفال (子女 宮)
5-    قصر الثروة (財帛 宮)
6-    قصر الصحة 疾厄 宮))
7-    قصر السفر (遷移 宮)
8-    قصر الأصدقاء، أو قصر تابع宮))
9-    قصر المهن官 祿 宮))
10- قصر الملكية (田宅 宮)
11-  قصر العقلية، أو قصر الكرمة، قصر الأجداد (福德 宮)
12- قصر الآباء (父母 宮)
  وتم تصنيف النجوم ال 14 نجما
1-   Ziwei)) الإمبراطور، أو (The Purple Star):  يرتبط بـ Yin Earth ، القائد - المنظم، الأقدم، الملك، التنمية المستقرة، الإحسان، الحياد، الالتزامات، المجتمع البشري، القوة، المنصب، الثروة المادية، القدرة على الشفاء والإنقاذ.
2-   تيانجي (المستشار، السماوية السرية): المرتبطة بالود، مساعده، الاستراتيجي، الكاتب، الأشقاء، والذكاء، والاستراتيجية، والتلاعب، والخير.
3-   Taiyang (The Sun): مرتبط بـ Yang Fire ، زعيم الرجال، الأقدم، الذكر (الأب-الزوج-الابن)، الكتلة، التطور الشامل، الخصائص الذكورية، التوجيه، الرؤية، التضحية بالنفس، الحب الشامل، المثالية، الطبيعة، القوة، الشهرة، قدرة العطاء.
4-   Wuqu)) وزير المالية أو البيروقراطية العسكرية، (Martial Tune): المرتبطة بـ Yin Metal ، المساعد، المخطط القصير الأجل، التاجر، العامل، الشخص الوحيد، الحرف اليدوية، القوة الداخلية، الحذر، الصلابة، الحسم، الثروة، الصناعة.
5-   تيانفو (الإمبراطورة أو نائب الملك، القصر السماوي): ترتبط مع يانغ إيرث، القائد، الملك أو المسؤول الرفيع، القيادة الخلفية، الاستقرار، الإحسان، المحافظة، المجتمع البشري، الثروة المادية، المنصب، القوة، قدرة التوحيد.
6-   تيانتونج (النجمة المحظوظة، السعادة، الطفل): مرتبطة مع يانغ ووتر، الصغير، عطارد، اللطف الطبيعي، المتعة، الكسل، الحظ الجيد
7-   Lianzhen)) القاضي، الشابة: يرتبط مع يين فاير، العذراء، القاضي، المحامي، الساحرة، المجاملة، التشدد، العفة، الأشرار، الوجوه المزدوجة، السجن، الحريم، العدالة، الحوادث البغيضة ، العقاب ، الحب والفكاهة والفقر
8-   Taiyin(القمر): المرتبطة بـ Yin Water ، القائدة الأنثوية أو الانوثه ، المناولة ، الأقدم ، الأنثى (الأم-الزوجة-الابنة)، التطور الداخلي ، التطور الرجعي ، الخصائص الأنثوية ، الرقة ، الحب الأنثوي أو حب الأم. وتضحية الأمهات والأنانية والإسراف والمثالية والفنون والطبيعة والثروة المادية والعقارات والنظافة وقدرة الاستلام والإنفاق.
9-   Tanlang(الذئب الجشع): مرتبط بـ Yang Wood و Yin Water ، الصياد ، الناس الباهظين ، الكاهن ، الجنس ، التفاني ، الرغبة الجنسية ، الرغبة الأنانية ، المخاطرة ، السجن
10-  Jumen (المحامي ، البوابة الكبيرة ، التعببير) مرتبط بـ Yin Water ، المحامي ، البرلمان ، المطربين ، المشاجرة ، الخيانة ، الشهرة ، الصراحة ، السر ، الحظ السيئ ، السجن
11-  تيانشيانغ (رئيس الوزراء ، حارس الختم): مرتبط بـ Yang Water ، المساعد الرفيع المستوى ، المندوبين أو الممثلين ، المناصب العليا ، الإحسان ، الكرم ، الاستقرار ، الولاء
12-   Tianliang (الحكيم ، الشعاع السماوي أو الجسر السماوي): يرتبط بـ Yang Earth و Yang Wood ، المعلم ، الباحث ، القواعد ، الإحسان ، الكرم ، التسامح ، التعليم ، الحكمة
13-  Qisha ، (المشير الميداني والقتلى السبع) يرتبط بـ Yin Metal و Yang Fire ، القائد العسكري ، والمزاج السريع ، البطولية ، والإخلاص ، والألم والعمل ، والخطر ، والولاء ، والاستثناء
14- Pojun(الجيش ، نجمة الدمار): المرتبطة بـ Yin Water ، القادة العسكريين ، الخيانة ، البراعة ، التبذير ، التدمير ، التغييرات

## روابط خارجية
- Zi Wei (Polestar) iPad App Chart Genorator by Darren Gibbs
- DaYuanCircle Instructional Lecture Series on Chinese Natal Astrology Chart Reading
- Zi Wei Dou Shu Chart and Lunar Birth date
- Si Hua ZWDS App Book Google Play
- Si Hua ZWDS iPad App Book iTunes App Store

Si Hua Zi Wei Dou Shu Blog post